# Chalidijja
Chalidijja (arab. خالدية) – wieś w Syrii, w muhafazie Aleppo, w dystrykcie Afrin. W 2004 roku liczyła 26 mieszkańców.